# Marty Walsh (hockey sur glace)
Pour les articles homonymes, voir Marty Walsh et Walsh.
Temple de la renommée : 1962
Martin Walsh (né le 16 octobre 1883 à Kingston au Canada — mort le 27 mars 1915 à Gravenhurst au Canada) est un joueur de hockey sur glace, du début du XXe siècle,.

## Carrière
Il commence sa carrière avec l'Université Queen's en 1902-2003 et en janvier 1905, il fait partie de l'équipe qui lance un défi aux Sénateurs d'Ottawa. Même si son équipe perd, il inscrit tout de même 4 buts en deux matchs et il est alors repéré par les dirigeants des Sénateurs. L'année suivante, il rejoint la Ligue internationale de hockey et joue avec Newsy Lalonde avec l'équipe de la Canadian Soo de Sault Ste. Marie, dont il devient le joueur étoile.
Il n'y reste qu'une saison avant de rejoindre pour la saison 1907-2008 les Sénateurs. Il devient célèbre pour avoir marqué, entre autres, 10 buts dans le match ultime de la finale de la Coupe Stanley, que les Sénateurs ont remporté 13 à 4 le 16 mars 1911. Il est le meilleur buteur de la saison 1910-1911 de l'ANH avec 35 buts inscrits. En cinq saisons avec les Sénateurs, il a inscrit 135 buts en 59 matchs. En 1962, il devient membre du temple de la renommée du hockey à titre posthume.

## Statistiques
Pour les significations des abréviations, voir Statistiques du hockey sur glace.
| Saison    | Équipe             | Ligue    |    | Saison régulière | Saison régulière | Saison régulière | Saison régulière | Saison régulière |    | Séries éliminatoires | Séries éliminatoires | Séries éliminatoires | Séries éliminatoires | Séries éliminatoires |
| Saison    | Équipe             | Ligue    | PJ | B                | A                | Pts              | Pun              | PJ               | B  | A                    | Pts                  | Pun                  |                      |                      |
| 1902-1903 | Université Queen's | CIHU     |    |                  |                  |                  |                  |                  |    |                      |                      |                      |                      |                      |
| 1903-1904 | Université Queen's | CIHU     | 4  | 9                | 0                | 9                | 30               |                  |    |                      |                      |                      |                      |                      |
| 1903-1904 | Kingston A.C.      | OHA-Int. |    |                  |                  |                  |                  |                  |    |                      |                      |                      |                      |                      |
| 1904-1905 | Université Queen's | CIHU     | 4  | 9                | 0                | 9                | 15               |                  |    |                      |                      |                      |                      |                      |
| 1905-1906 | Université Queen's | CIHU     |    |                  |                  |                  |                  | 2                | 4  | 0                    | 4                    | 3                    |                      |                      |
| 1906-1907 | Canadian Soo       | LIH      | 7  | 4                | 5                | 9                | 0                |                  |    |                      |                      |                      |                      |                      |
| 1907-1908 | Sénateurs d'Ottawa | ECAHA    | 9  | 27               | 0                | 27               | 30               |                  |    |                      |                      |                      |                      |                      |
| 1908-1909 | Sénateurs d'Ottawa | ECHA     | 12 | 42               | 0                | 42               | 41               |                  |    |                      |                      |                      |                      |                      |
| 1909-1910 | Sénateurs d'Ottawa | CHA      | 2  | 9                | 0                | 9                | 14               |                  |    |                      |                      |                      |                      |                      |
| 1910      | Sénateurs d'Ottawa | ANH      | 11 | 19               | 0                | 19               | 44               | 4                | 8  | 0                    | 8                    | 12                   |                      |                      |
| 1910-1911 | Sénateurs d'Ottawa | ANH      | 16 | 35               | 0                | 35               | 51               | 2                | 13 | 0                    | 13                   | 0                    |                      |                      |
| 1911-1912 | Sénateurs d'Ottawa | ANH      | 12 | 9                | 0                | 9                | 0                |                  |    |                      |                      |                      |                      |                      |